# Patrouille de la Marche verte
Pour les articles homonymes, voir Marche verte pour la marche de 1975.

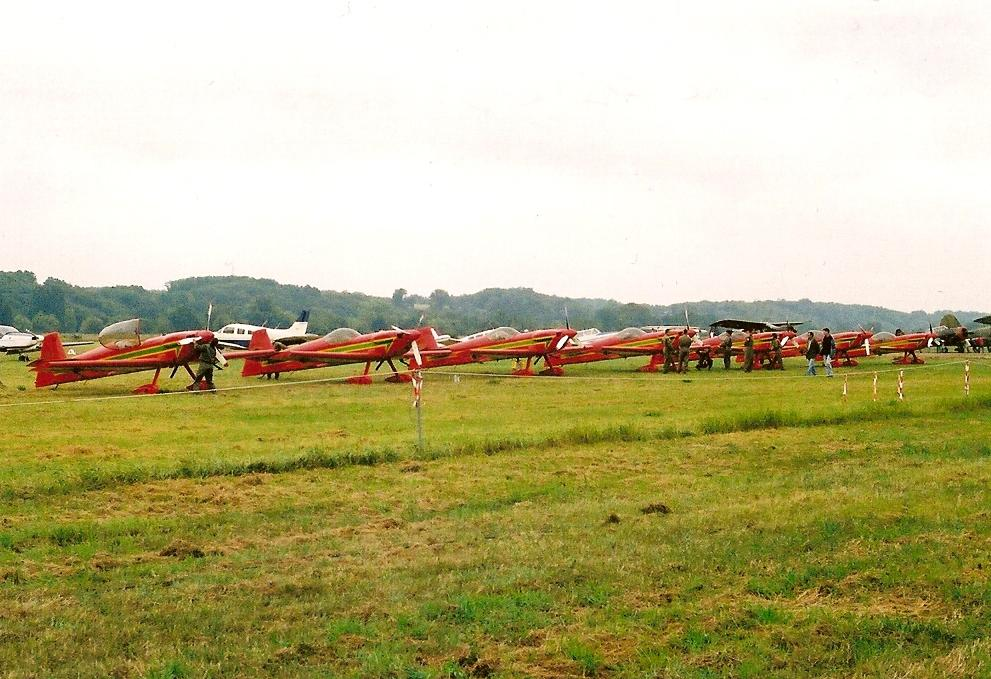
Les avions de la patrouille

La patrouille de la Marche verte est la patrouille de démonstration de la force aérienne royale du Maroc ; c'est aussi la patrouille nationale officielle du Maroc. Elle évolue sur huit Cap 232. Ils sont connus pour décoller et voler avec les avions reliés par des cordelettes habituellement utilisées par les parachutistes, en saut à ouverture automatique, pour attacher l'extrémité inférieure de la sangle d'ouverture (la "SOA", accrochée en haut dans l'avion). Lors du saut, la sangle se tend et ouvre le sac du parachute qui commence à se déployer, puis sous la traction, la cordelette se rompt, d'où l'appellation "fil à casser". L'habileté des pilotes marocains consiste à attacher les avions, puis à décoller en formation sans casser les fils.

## Historique
La patrouille est créée en 1984, avec à sa tête Jean-Pierre Otelli ; son nom fait référence à la Marche verte effectuée le 6 novembre 1975.
Au cours de son histoire, l’unité utilise différents avions, dont des FFA AS-202 Bravo (en), et des Cap 10, 230, 231 et 232.

## Spécificités
Les aviateurs de la Marche verte effectuent plusieurs figures qui leur sont propres, dont le décollage avec leurs avions attachés par des cordes, qu’ils détachent ensuite en vol lors d’un changement de formation. Ils sont aussi les seuls à réaliser la boucle « en miroir » : une boucle effectuée par deux avions se faisant face, un en vol normal et l’autre sur le dos.

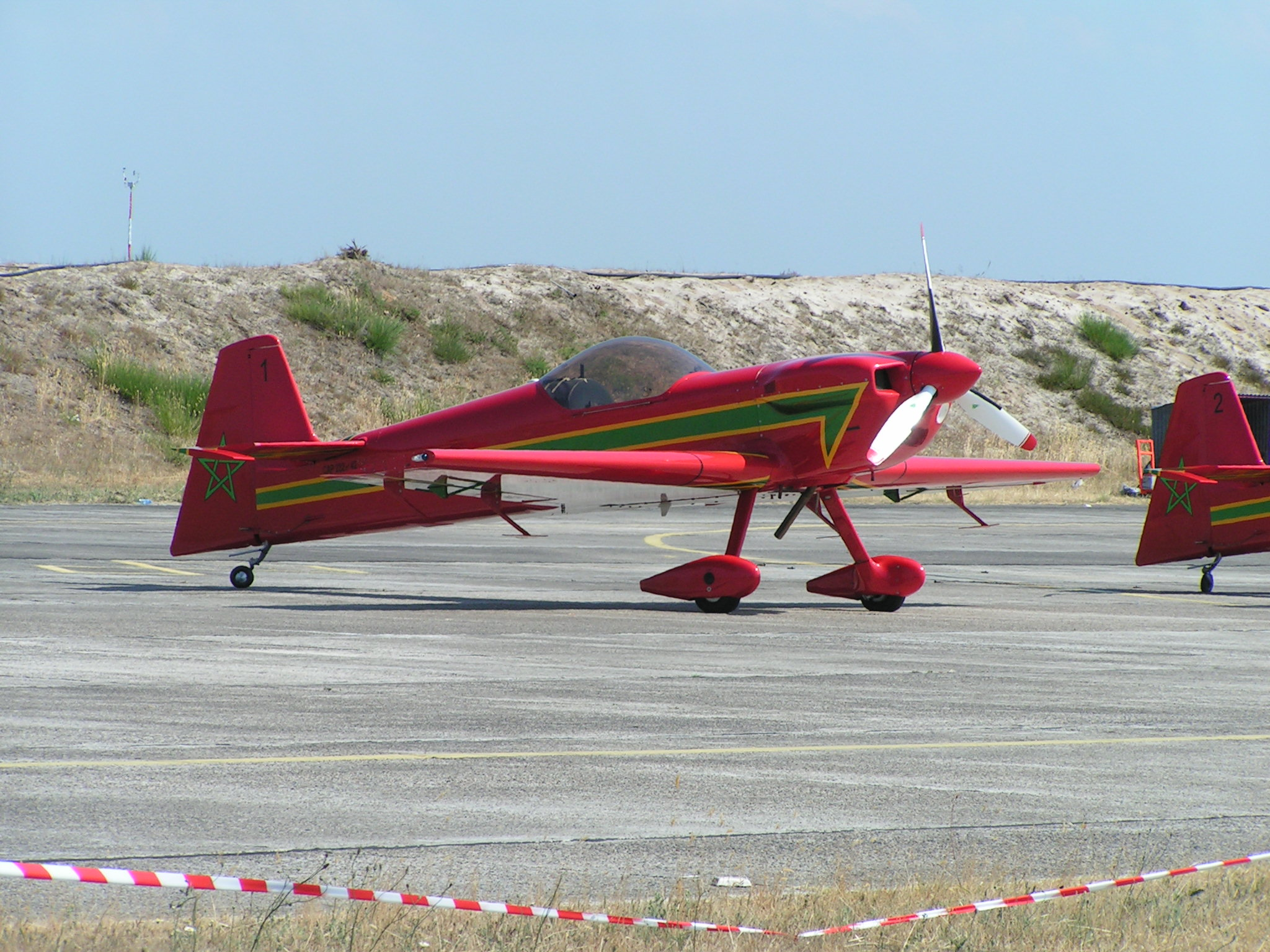
Cap 230 de la patrouille aérienne marocaine